# (42523) Ragazzileonardo
(42523) Ragazzileonardo est un astéroïde de la ceinture principale.

## Description
(42523) Ragazzileonardo est un astéroïde de la ceinture principale. Il fut découvert le 6 mars 1994 à San Marcello Pistoiese par Luciano Tesi et Gabriele Cattani. Il présente une orbite caractérisée par un demi-grand axe de 2,29 UA, une excentricité de 0,22 et une inclinaison de 25,2° par rapport à l'écliptique.

## Compléments